# ظل الحكايا (مسلسل)
ظل الحكايا  مسلسل سوري جزائري تاريخي ويلعب دور البطولة الرئيسية فيه الفنان الجزائري حكيم دكار،محمد خير الجراح، جرجس جبارة، زيناتي قدسية،عبد الحكيم قطيفان،عبد الرحمن أبو القاسم،جمال العلي، إخراج رشاد كوكش تاريخ العرض 2011(سوريا) عدد الحلقات 31 ومدة كل حلقة 54 دقيقة.

## ملخص المسلسل
يعود بنا إلى بغداد في عصر هارون الرشيد، ليروي الحكايات التي أهملها الرواة عن مجتمع عاصمة الخلافة العباسية في تلك الفترة. ويلعب دور البطولة الرئيسية فيه الفنان الجزائري حكيم دكار، الذي يؤدي شخصية (ابن المغازلي)، وهو شخصية حقيقية لعب في ذلك الوقت دور الحكواتي الذي كان يقف في ساحة المدينة ويروي الحكايات للجمهور ويلقي عليهم الشعر والأمثال الشعبية والموعظة الحسنة، مقابل دراهم قليلة، يوزعها على الفقراء، رغم أنه هو نفسه فقير معدم. كوميديا تراثية، المسلسل عبارة عن دراما تراثية إنسانية كوميدية، تأخذنا إلى بغداد في زمن ازدهار الدولة العباسية، عندما كانت العلوم والآداب والفنون في أوجها، مع إظهار جانب من الصراع العربي الرومي.

## فريق العمل

### المؤلف
- حميد صابر

### المخرج
- رشاد كوكش

### الممثلين
- حكيم دكار بدور (ابن المغازلي)[5]
- زيناتي قدسية بدور (أبو النواس)
- عبد الرحمن أبو القاسم بدور (أبو الحسن)
- عبد الحكيم قطيفان بدور (رستم)
- تيسير إدريس بدور (الخليفة)
- جرجس جبارة بدور (خاسر)
- جمال العلي بدور (كاسر)
- فاروق الجمعات بدور (أبو العناهية)
- محمد خير الجراح بدور (تاجر الرقيق)
- ميريانا معلولي
- خلود عيسى
- أريج خضور[6]
- بهية راشدي بدور (العجوز)[7]